# Höflein an der Hohen Wand
Höflein an der Hohen Wand là một thị xã thuộc huyện Neunkirchen trong bang Niederösterreich.